# Fort Verde
Fort Verde est un ancien poste militaire de la United States Army établi en janvier 1864 sur la rive ouest de la rivière Verde, à une cinquantaine de kilomètres à l'est de Prescott en Arizona. Construit initialement comme un avant-poste de Fort Whipple, il était destiné à protéger les mines de Prescott contre les attaques des Amérindiens de la région. En raison de la nature malsaine du terrain, il fut déplacé de quelques kilomètres au printemps 1871 et fut finalement abandonné le 10 avril 1890, les Amérindiens ne présentant alors plus de menace.
Initialement dénommé Camp Lincoln en l'honneur du président Abraham Lincoln, il fut renommé en Camp Verde le 23 novembre 1868 puis Fort Verde le 5 avril 1879.